# Севрук, Юрий Поликарпович
Ю́рий Полика́рпович Севру́к (17 (4) июня 1912 года, Екатеринбург, Российская империя — 16 сентября 1944 года, Выру, Эстония) — российский и советский литературный критик. В годы Великой Отечественной войны — специальный корреспондент, капитан.

## Биография
Юрий Севрук родился в Екатеринбурге в 1912 году. Учился на литературном факультете Московского государственного университета, окончил Редакционно-издательский институт в 1932 году. Работал в редакционном коллективе журнала «Знамя».
Основным интересом Севрука была советская поэзия, в частности, творчество Владимира Маяковского, Эдуарда Багрицкого, Павла Антокольского, Ярослава Смелякова, Ильи Сельвинского, Маргариты Алигер, Александра Твардовского и других, а также поэзия народов СССР, в частности, творчество Джамбула Джабаева и Сулеймана Стальского. Он также обозревал военную прозу и писал об оборонной тематике.
В 1941 году ушёл на фронт добровольцем. В рамках военной службы работал в роли специального корреспондента в газете 52-й армии, затем 3-го Прибалтийского фронта. Получил медаль «За отвагу». В 1942 году, будучи на фронте, вступил в Коммунистическую партию. В 1943 году, при форсировании реки Днепр вместе с батальоном, заменил выбывшего из строя командира и провёл бой, в котором был тяжело ранен в руку. В госпитале ему был вручен орден Красного Знамени.
Умер 16 сентября 1944 года от немецкого снаряда; к тому моменту он работал специальным корреспондентом газеты «За Родину» и был в звании капитана.

## Семья
Жена — Серафима Леонидовна Поляновская (1907—1993), сестра писателя Макса Поляновского. Двое сыновей.
Отец — Поликарп Николаевич Севрук (1883 — 1964), двоюродный брат по отцовской линии художника Михаила Константиновича Севрука.
Мать — Валентина Леонтьевна Наркевич (1889 —1965).